# Villa Badessa
Villa Badessa (arberesjiska Badhesa) är en liten by i kommunen Rosciano i Abruzzo i Italien. Byn har cirks 270 invånare som härstammar från arberesjiska immigranter som anlände till Italien på 1400-talet. I byn talas arberesjiska och italienska som modersmål.